# Ханчар, Кадер
Кадер Ханчар (тур. Kader Hançar, 12 ноября 1999 года, Кадыкёй, Стамбул) — турецкая футболистка, нападающая. Игрок сборной Турции.

## Карьера
Дебютировала в чемпионате Турции 3 ноября 2013 года в возрасте 13 лет.
В 2014 году вместе со сборной Турции среди девочек стала чемпионкой мира по футзалу. На турнире забила 15 мячей, заняв второе место в списке бомбардиров после своей партнёрши по команде Хилаль Четинкайя.
1 августа 2017 года перешла в «Конак Беледиеспор» из Измира. В составе команды дебютировала в Лиге чемпионов став лучшим бомбардиром предварительного раунда. В матче против словацкого «Партизана» сделала хет-трик.

## Сборная
Выступала за сборные Турции младших возрастов. 18 марта 2014 года в возрасте 14 лет впервые сыграла за сборную Турции в возрастной категории до 19 лет. С 2018 года играет за национальную сборную.